# Acords de Jamaica
Els Acords de Jamaica van ser un conjunt d'acords internacionals que ratificaven la fi del sistema monetari de Bretton Woods. Van prendre la forma de recomanacions per canviar els "articles d'acord" sobre els quals es va fundar el Fons Monetari Internacional (FMI). L'acord es va concloure després de reunions del 7 al 8 de gener de 1976 a Kingston, Jamaica, per un comitè de la junta de governadors de l'FMI.
Els acords van permetre que el preu de l'or flotés respecte al dòlar nord-americà i altres monedes, tot i que dins d'un conjunt de restriccions acordades. A la pràctica, el dòlar havia estat flotant d'aquesta manera, en contravenció dels articles d'un acord de l'FMI, des del xoc de Nixon el 1971. Els acords també preveien assistència financera als països en desenvolupament que representen el Grup dels 77 països membres per compensar per la pèrdua de guanys de l'exportació de matèries primeres. El 1978 es va fer una esmena per permetre la creació de drets especials de gir, descrits com una línia de crèdit de baix cost per als països en desenvolupament.